# Seznam nábřeží v Paříži
Seznam nábřeží v Paříži obsahuje všechna nábřeží podél Seiny a pařížských vodních kanálů:
| Název                      | Obvod   | Podél                    | Břeh               | Délka (m) |
| -------------------------- | ------- | ------------------------ | ------------------ | --------- |
| Quai de l'Allier           | 19.     | Canal Saint-Denis        | pravý              | 370       |
| Quai Anatole-France        | 7.      | Seina                    | levý               | 585       |
| Quai André-Citroën         | 15.     | Seina                    | levý               | 1450      |
| Quai d'Anjou               | 4.      | Seina                    | ostrov sv. Ludvíka | 313       |
| Quai de l'Archevêché       | 4.      | Seina                    | ostrov Cité        | 100       |
| Quai d'Austerlitz          | 13.     | Seina                    | levý               | 901       |
| Quai de Bercy              | 12.     | Seina                    | pravý              | 1971      |
| Quai de Béthune            | 4.      | Seina                    | ostrov sv. Ludvíka | 365       |
| Quai de Bourbon            | 4.      | Seina                    | ostrov sv. Ludvíka | 367       |
| Quai Branly                | 7., 15. | Seina                    | levý               | 1360      |
| Quai des Célestins         | 4.      | Seina                    | pravý              | 400       |
| Quai de la Charente        | 19.     | Canal Saint-Denis        | pravý              | 790       |
| Quai de Conti              | 6.      | Seina                    | levý               | 307       |
| Quai de la Corse           | 4.      | Seina                    | ostrov Cité        | 280       |
| Quai aux Fleurs            | 4.      | Seina                    | ostrov Cité        | 280       |
| Quai François-Mauriac      | 13.     | Seina                    | levý               | 475       |
| Quai François-Mitterrand   | 1.      | Seina                    | pravý              | 710       |
| Quai de la Gare            | 13.     | Seina                    | levý               | 240       |
| Quai de la Garonne         | 19.     | Darse du fond de Rouvray | západní            | 140       |
| Quai de Gesvres            | 4.      | Seina                    | pravý              | 258       |
| Quai de la Gironde         | 19.     | Canal Saint-Denis        | levý               | 740       |
| Quai des Grands-Augustins  | 6.      | Seina                    | levý               | 354       |
| Quai de Grenelle           | 15.     | Seina                    | levý               | 740       |
| Quai Henri-IV              | 4.      | Seina                    | pravý              | 500       |
| Quai de l'Horloge          | 1.      | Seina                    | ostrov Cité        | 352       |
| Quai de l'Hôtel-de-Ville   | 4.      | Seina                    | pravý              | 535       |
| Quai d'Issy-les-Moulineaux | 15.     | Seina                    | levý               | 600       |
| Quai d'Ivry                | 13.     | Seina                    | levý               | 340       |
| Quai de Jemmapes           | 10.     | Canal Saint-Martin       | levý               | 1615      |
| Quai de la Loire           | 19.     | Bassin de la Villette    | levý               | 850       |
| Quai du Lot                | 19.     | Canal Saint-Denis        | levý               | 345       |
| Quai Louis-Blériot         | 16.     | Seina                    | pravý              | 1620      |
| Quai du Louvre             | 1.      | Seina                    | pravý              | 80        |
| Quai Malaquais             | 6.      | Seina                    | levý               | 330       |
| Quai du Marché-Neuf        | 4.      | Seina                    | ostrov Cité        | 155       |
| Quai de la Marne           | 19.     | Canal de l'Ourcq         | levý               | 610       |
| Quai de la Mégisserie      | 1.      | Seina                    | pravý              | 315       |
| Quai de Metz               | 19.     | Darse du fond de Rouvray | západní            | 108       |
| Quai de Montebello         | 5.      | Seina                    | levý               | 314       |
| Quai de l'Oise             | 19.     | Canal de l'Ourcq         | pravý              | 650       |
| Quai des Orfèvres          | 1.      | Seina                    | ostrov Cité        | 366       |
| Quai d'Orléans             | 4.      | Seina                    | ostrov sv. Ludvíka | 275       |
| Quai d'Orsay               | 7.      | Seina                    | levý               | 1270      |
| Quai Panhard-et-Levassor   | 13.     | Seina                    | levý               | 680       |
| Quai de la Rapée           | 12.     | Seina                    | pravý              | 890       |
| Quai Saint-Bernard         | 5.      | Seina                    | levý               | 767       |
| Quai Saint-Exupéry         | 16.     | Seina                    | pravý              | 630       |
| Quai Saint-Michel          | 5.      | Seina                    | levý               | 157       |
| Quai de la Seine           | 19.     | Bassin de la Villette    | pravý              | 850       |
| Quai de la Tournelle       | 5.      | Seina                    | levý               | 420       |
| Quai des Tuileries         | 1.      | Seina                    | pravý              | 895       |
| Quai de Valmy              | 10.     | Canal Saint-Martin       | pravý              | 1720      |
| Quai Voltaire              | 7.      | Seina                    | levý               | 308       |